# Буллен, Николас
Николас Джеймс Буллен (англ. Nicholas James Bullen), также известный под псевдонимом Ник Напалм (англ. Nik Napalm) — британский музыкант, наиболее известный по своему участию в группах Napalm Death и Scorn.

## Музыкальная деятельность

### Napalm Death
Будучи ещё юношей, Николас любил музыку различных панк-рок музыкальных коллективов. Музыкальная деятельность Николаса начинается с основания в 1981 году, когда ему было 13 лет, вместе с 14-летним приятелем Майлзом Рэтледжем группы Napalm Death. Первыми шагами и группы, и Николаса как музыканта стали композиции в стиле панк, издававшиеся в сборнике Bullshit Detector лейблом Crass Records под вывеской Napalm Death. В 1985 году Николас знакомится с Джастином Броадриком — гитаристом группы Final; с тех пор Джастин становится членом Napalm Death. В 1987 году, поучаствовав в записи одной стороны дебютного альбома Scum, Николас уходит из группы. По свидетельству участников группы того периода, Николасу надоела музыка, которую они делали; у него пропал ранее наличествовавший энтузиазм к подобной музыке.

### Scorn
В 1991 году Николас приходит в группу Scorn, которую образовал бывший барабанщик Napalm Death Мик Харрис. В проекте Николас пробыл до 1995 года, когда начались различные внутренние проблемы в коллективе, дошедшие до судебных разбирательств. В связи с этим Николасу пришлось уйти из проекта.

## Дискография
- 1987 — Scum (участвовал в записи стороны А)